# Dodge Lancer (1960)
Dodge Lancer – samochód osobowy klasy średniej produkowany pod amerykańską marką Dodge w latach 1960–1962.
Przeznaczony głównie na rynek Ameryki Północnej, gdzie był klasyfikowany jako samochód kompaktowy.

## Historia i opis modelu

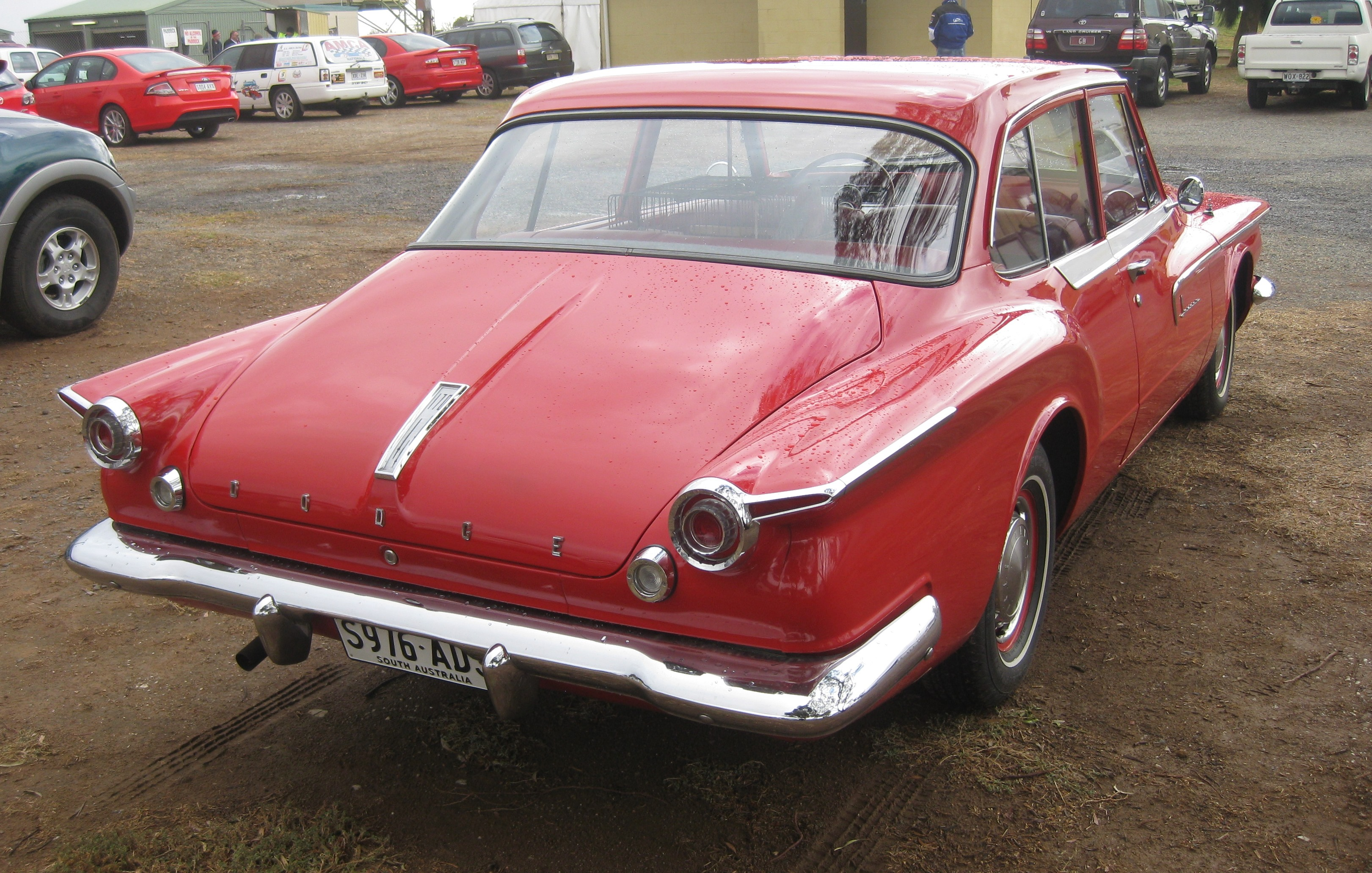
Dodge Lancer - tył

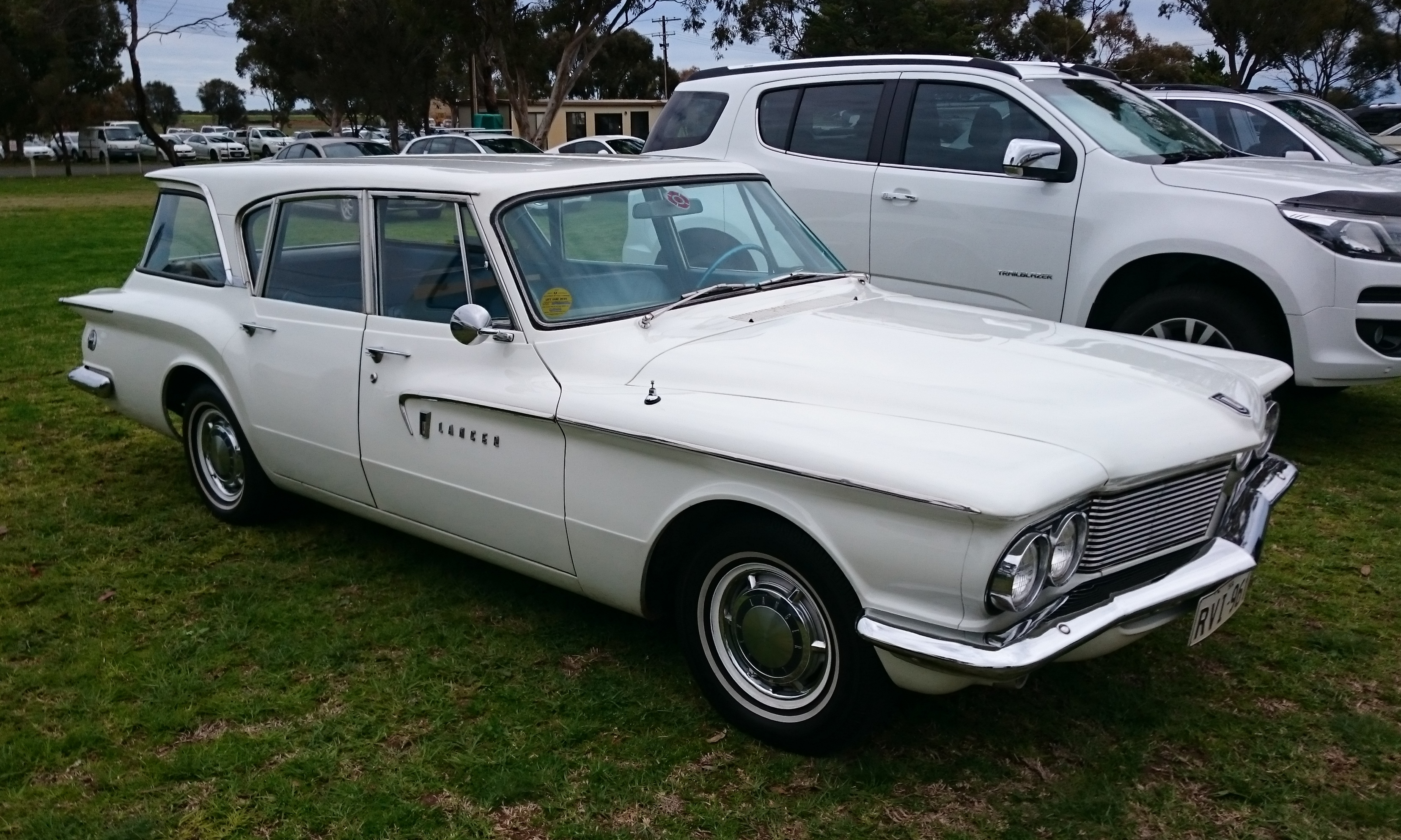
Dodge Lancer kombi

Samochód powstał z uwagi na rosnącą popularność na początku lat 60. mniejszych jak na standardy amerykańskie samochodów, określanych na tamtejszym rynku jako segment kompaktowy (compact). Stanowił nieco bardziej prestiżowy i atrakcyjniej stylizowany odpowiednik modelu Valiant koncernu Chryslera. Rozstaw osi wynosił, podobnie jak w Valiancie, 106,5" (270 cm). 
Samochód trafił do oferty wraz z gamą Dodge'a na 1961 rok modelowy we wrześniu 1960 roku. Istniały dwie wersje wyposażenia i wykończenia: Lancer 170 i lepsza Lancer 770. Dostępny był jako 2-drzwiowy sedan, 4-drzwiowy sedan, 2-drzwiowy hardtop (tylko w  odmianie 770) i 5-drzwiowe kombi.
Do napędu używano silników R6. Podstawowy silnik miał pojemność 170 cali sześc. (2,8 l) i moc 101 KM, opcjonalne były silniki o pojemności 225 cali sześc. (3,7 l) i mocy 145 KM (gaźnik jednogardzielowy) lub 195 KM (gaźnik czterogardzielowy). Moc przenoszona była na oś tylną poprzez 3-biegową manualną skrzynię biegów lub opcjonalnie 3-biegową automatyczną. Opony miały rozmiar 6,50×13. Ceny wynosiły od 1981 dolarów za Lancer 170 dwudrzwiowy sedan do 2451 dolarów za Lancer 770 kombi. Wyprodukowano ogółem na rynek amerykański 74 800 samochodów w pierwszym roku, co stanowiło 32,4% sprzedaży Dodge'a. 
W 1962 roku modelowym zmiany były kosmetyczne i obejmowały ozdoby na nadwoziu. Bardziej sportowa wersja nadwoziowa hardtop została przemianowana na Lancer GT. Silniki pozostały takie same, jak w poprzednim roku. Ceny minimalnie spadły, z wyjątkiem droższej wersji hardtop (2257 dolarów) i wynosiły od 1951 do 2408 dolarów. Wyprodukowano 64 300 sztuk, w tym 14 100 GT.
W październiku 1962 roku, od 1963 roku modelowego, Lancer został zastąpiony przez pomniejszony model Dart.

### Inne rynki
W Afryce Południowej samochód sprzedawano pod marką DeSoto jako DeSoto Rebel. Po wycofaniu tej marki z rynku, samochód zastąpił tam pokrewny Plymouth Valiant.

### Dane techniczne
- R6 3,7 l (3690 cm³), 2 zawory na cylinder, OHV
- Układ zasilania: gaźnik
- Średnica cylindra × skok tłoka: 86,30 mm × 104,80 mm
- Stopień sprężania: 8,2:1
- Moc maksymalna: 147 KM (108 kW) przy 4000 obr./min
- Maksymalny moment obrotowy: 291 N•m przy 2800 obr./min